# Dicranota polymera
Dicranota polymera är en tvåvingeart som beskrevs av Alexander 1933. Dicranota polymera ingår i släktet Dicranota och familjen hårögonharkrankar. Inga underarter finns listade i Catalogue of Life.